# Bataille de Tabaruzaka
Rébellion de Satsuma
Batailles
- Kumamoto
- Tabaruzaka
- Shiroyama

La bataille de Tabaruzaka est un combat majeur de la rébellion de Satsuma. Elle se déroule en mars 1877 sur l'île japonaise de Kyūshū, parallèlement au siège du château de Kumamoto.

## Déroulement
La bataille de Tabaruzaka commence le 3 mars 1877 quand les troupes loyales au gouvernement de Meiji qui cherchent à briser le siège du château de Kumamoto rencontrent les forces rebelles des samouraï du domaine de Satsuma qui cherchent à s'emparer de la route principale de Kumamoto. Le champ de bataille s'étend finalement sur une ligne de 10 km de long de Tabaruzaka à la mer d'Ariake.
Des escarmouches ont lieu pendant les premiers jours de la bataille tandis que les deux parties continuent à apporter des renforts supplémentaires sur la zone. À la fin, les forces de Saigō's se montent à 15 000 hommes et celles de l'armée impériale japonaise, commandée par le prince Arisugawa Taruhito et Yamagata Aritomo, à 90 000 soldats réguliers. Les premiers jours de la bataille sont marqués par de fortes pluies, ce qui entrave la capacité de la rébellion à se réapprovisionner. En conséquence de la faiblesse de l'approvisionnement en munitions et des dégâts de l'eau à leurs archaïques fusils à chargement par la bouche, les forces rebelles sont forcées de se battre avec des épées. Le 15 mars, les forces gouvernementales lancent une attaque de grande envergure sur les lignes rebelles. Le 20 mars, les rebelles sont contraints de battre en retraite et se regroupent d'abord à Ueki, près de Kumamoto, puis sont aussi chassés de cette position.
Finalement, le nombre des pertes à Tabaruzaka se monte à au moins 4 000 morts et blessés de part et d'autre.

## Postérité
Bien que le siège du château de Kumamoto ne prenne pas fin plusieurs semaines après la bataille de Tabaruzaka et que la guerre dure jusqu'en septembre de cette même année, cette bataille montre que la supériorité des forces impériales en hommes et en matériel débordera finalement les forces rebelles.

## Source de la traduction
- (en) Cet article est partiellement ou en totalité issu de l’article de Wikipédia en anglais intitulé « Battle of Tabaruzaka » (voir la liste des auteurs).